# Trung Nguyên (công ty)
Tập đoàn Trung Nguyên là một doanh nghiệp hoạt động trong các lĩnh vực sản xuất, chế biến, kinh doanh cà phê; nhượng quyền thương hiệu; dịch vụ phân phối, bán lẻ hiện đại và du lịch. Cà phê Trung Nguyên là một trong những thương hiệu nổi tiếng hàng đầu tại Việt Nam và đang có mặt tại hơn 100 quốc gia trên thế giới.

## Lịch sử
Ngày 16/06/1996 Trung Nguyên được thành lập tại thành phố Buôn Ma Thuột.
Ngày 20/08/1998 cửa hàng đầu tiên của Trung Nguyên khai trương tại TP HCM .
Năm 2000 Trung Nguyên có mặt tại Hà Nội, triển khai mô hình nhượng quyền.
Năm 2001 Công ty Nhượng quyền đạt được thành công tại Nhật Bản.
Tháng 9/2002: Nhượng quyền thành công tại Singapore.
Ngày 23/11/2003 Nhãn hiệu cà phê hòa tan G7 của Trung Nguyên ra đời.
Năm 2008 Công ty thành lập văn phòng tại Singapore.
Năm 2012 Trung Nguyên trở thành thương hiệu cà phê được người tiêu dùng Việt Nam yêu thích nhất.
Năm 2014 Trung Nguyên ra mắt Đại siêu thị cà phê - càfe.net.vn.

## Hệ thống nhà máy
Nhà máy cà phê Sài Gòn (Mỹ Phước - Bình Dương) là nhà máy được Trung Nguyên mua lại từ hợp đồng chuyển nhượng với Vinamilk vào năm 2010 với tổng vốn đầu tư hơn 17 triệu USD.
Nhà máy cà phê hòa tan Trung Nguyên (Dĩ An - Bình Dương) có diện tích 3 ha, với toàn bộ dây chuyền thiết bị, công nghệ của nhà máy được sản xuất, chuyển giao trực tiếp từ FEA s.r.l - công ty chuyên chế tạo thiết bị chế biến thực phẩm và cà phê hòa tan của Ý.
Nhà máy cà phê Trung Nguyên được khánh thành ngày 20/5/2005, chế biến cà phê rang xay.
Nhà máy Bắc Giang, nhà máy cà phê hòa tan lớn nhất châu Á. Nhà máy được chia làm 2 giai đoạn, giai đoạn đầu tập trung chế biến và đóng gói thành phẩm cà phê hòa tan G7. Giai đoạn hai là đầu tư hệ thống công nghệ chế biến để đáp ứng sự tăng trưởng của thị trường xuất khẩu.

## Nhượng quyền thương hiệu
Công ty cổ phần Trung Nguyên Franchising được thành lập năm 2011 để quản lý chuỗi không gian cà phê Trung Nguyên.

## Làng cà phê Trung Nguyên
Làng cà phê Trung Nguyên hay còn được gọi là làng Cà phê là một cụm công trình kiến trúc có diện tích khoảng 20.000m², nằm ở phía Tây Bắc thành phố Buôn Ma Thuột, tỉnh Đắk Lắk. Xuất phát từ ý tưởng tạo lập tại Việt Nam một "thủ phủ cà phê toàn cầu" của Đặng Lê Nguyên Vũ, sau nhiều năm xây dựng, làng cà phê đã hoàn thành vào tháng 12 năm 2008.

## Bảo tàng Thế giới Cà phê
Bảo tàng Thế giới Cà phê tại làng cà phê Trung Nguyên được nhượng lại từ nhà sưu tập Jens Burg ở Đức với hơn 10.000 hiện vật. Hiện Bảo tàng trưng bày khoảng 500 hiện vật đặc trưng.

## Chương trình cộng đồng
1. Sáng tạo vì thương hiệu Việt[14]:khuyến khích người tiêu dùng Việt Nam tích cực dùng hàng Việt Nam.
2. Quỹ khơi nguồn sáng tạo[15]:nhằm hỗ trợ và khuyến khích các sinh viên đã cố gắng vượt qua hoàn cảnh khó khăn để đạt được những thành tích nổi bật trong học tập
3. Diễn đàn Nước Việt ta nhỏ hay không nhỏ và chương trình Ngày hành động vì nước Việt vĩ đại[16]
4. Xây dựng thương hiệu nông sản Việt Nam[17]: chương trình được xây dựng nhằm mục tiêu phát triển các sản phẩm nông sản Việt Nam.
5. Chương trình Cùng Trung Nguyên tôi chúc Việt Nam và Ngày hội sáng tạo vì khát vọng Việt: nhằm kêu gọi tinh thần khát vọng lớn trong khởi nghiệp kiến quốc của thế hệ trẻ để thay đổi đời mình và vì một Việt Nam khát vọng, sáng tạo, yêu thương và thịnh vượng.
6. Mô hình tưới nhỏ giọt cho cây cà phê tại Eatul:[18] Mô hình sử dụng cách tưới nhỏ giọt kết hợp với bón phân qua nước cho cây cà phê giúp mang lại hiệu quả kinh tế cao (tăng sản lượng, tiết kiệm chi phí, v.v…). Mô hình được triển khai từ đầu năm 2010 do Công ty Cà phê Trung Nguyên tài trợ với quy mô 5.000 m2 và 4.000 m2 còn lại trong vườn làm đối chứng.

## Chứng nhận và danh hiệu
1. Giải thưởng Thương hiệu Quốc gia 2012 có đề cập tới thương hiệu Trung Nguyên.
2. Giải vàng chất lượng quốc gia năm 2011[19]
3. Giải thưởng Sao vàng đất Việt 2010[20]
4. Giải thưởng hàng Việt Nam chất lượng cao
5. Cà phê Trung Nguyên được Bộ Ngoại giao chọn là "Đại sứ Ngoại giao Văn hóa"
6. Chứng nhận Doanh nghiệp xuất sắc châu Á – Thái Bình Dương năm 2014[21]